# Brian Huntley
Brian  John Huntley né à Durban  en 1944 est un écologiste sud-africain.

## Biographie
Né à Durban en Afrique du Sud, il étudie à l'Université de Natal où il participe à l’expédition biologique et géologique dans des îles volcaniques aux Îles-du-Prince-Édouard en 1965-1966 en tant qu’écologiste végétal[réf. nécessaire]. 
Il passe un an à l’Université de Pretoria et obtient son BSc.[réf. nécessaire]
Plus tard, il intègre la Division de la conservation de la nature du Transvaal, travaillant dans le bushveld du Waterberg.[réf. nécessaire]
En 1971, il devient écologiste gouvernemental et développe des parcs nationaux.  
En 1990, il est nommé premier directeur général par l'Institut botanique national renommée en Institut national sud-africain de la biodiversité (SANBI), créé de la fusion l’Institut de recherche botanique et des Jardins botaniques nationaux d’Afrique du Sud .[réf. nécessaire]
Plus tard, il houe un rôle déterminant dans la fondation du Réseau de la diversité botanique d’Afrique australe (SABONET). 
En 2007, il démissionne de SANBI, et occupe le poste de de conseiller politique principal au ministère des Affaires environnementales et du Tourisme jusqu'à sa retraite en 2009 ,. 
Il est membre de l'Académie des sciences d’Afrique du Sud (ASSAf). 
En 2018, il participe à une étude sur les évaluations de la vulnérabilité des espèces aux changements climatiques en tant auteur contributeur  dans le but de faciliter la tâche pour les biologistes et les praticiens de la conservation du changement climatique ,.

## Projets menés
- Projet sur l’écosystème de la savane (1975-1990),
- Projet sur le biome du fynbos (1977-1990)
- Projet sur  le réseau de diversité botanique d’Afrique australe (SABONET) (1994-2002)[7].

## Œuvres
- (en) Brian John Huntley, Kirstenbosch : the most beautiful garden in Africa, Afrique du Sud, Penguin Random House, 2012, 240 p. (ISBN 9781775840268, lire en ligne)
- (en) Brian John Huntley, Roy Siegfried, W. R. Siegfried et Clem Sunter, South African Environments Into the 21st Century, Université d'Indiana, Human & Rousseau, 1989, 127 p. (présentation en ligne)
- (en) Brian John Huntley, Fernanda Lages, Nuno Ferrand et Vladimir Russo, Biodiversity of Angola: Science & Conservation: A Modern Synthesis, Springer International Publishing, 20 février 2019, 549 p. (ISBN 9783030030834, lire en ligne)
- (en) Brian John Huntley, A Climatic Atlas of European Breeding Birds (Descubrir la Naturaleza), Lynx Edicions, 2007, 521 p. (ISBN 9788496553149, présentation en ligne)
- (en) Brian John Hunley, Wildlife at War in Angola: The Rise and Fall of an African Eden, Protea Book House, 2017, 432 p. (ISBN 9781485306115, présentation en ligne)
- (en) Brian John Huntley, Ecology of Angola

Terrestrial Biomes and Ecoregions, Springer International Publishing, 7 mars 2023, 459 p. (ISBN 9783031189234, présentation en ligne)
- (en) Alan V. Morgan, Brian John Huntley, Honor C. Prentice, Judy R.M. Allen et Wolfgang Cramer, Past and Future Rapid Environmental Changes

The Spatial and Evolutionary Responses of Terrestrial Biota, Springer Berlin Heidelberg, 29 juin 2013, 523 p. (ISBN 9783642605994, présentation en ligne)
- (en) Brian John Huntley, The Kuiseb Environment

The Development of a Monitoring Baseline, South Africa, Foundation for Research Development, Council for Scientific and Industrial Research, 1985, 138 p. (ISBN 9780798833974, présentation en ligne)
- (en) Brian John Huntley et B. H. Walker, Ecology of Tropical Savannas, Springer Berlin Heidelberg, 2012, 672 p. (ISBN 9783642687860, présentation en ligne)
- (en) Caroline Petersen et Brian John  Huntley, Mainstreaming Biodiversity in Production Landscapes

Working Paper 20, Global Environment Facility, 2005, 165 p., livre broché (ISBN 9781884122477, présentation en ligne)
- (en) Brian John Huntley, Strategic Opportunism: What Works in Africa

Twelve Fundamentals for Conservation Success, Associacao BIOPOLIS, 2023, 142 p. (ISBN 9783031248801, présentation en ligne)
- (en) M. T. Mentis et Brian John Huntley, A Description of the Grassland Biome Project, Cooperative Scientific Programmes, Council for Scientific and Industrial Research, 1982, 29 p. (ISBN 9780798825719, présentation en ligne)[8].

## Liens
- Ressource relative à la recherche :   - Dimensions
- Notices d'autorité :   - VIAF
  - ISNI
  - BnF (données)
  - IdRef
  - LCCN
  - GND
  - CiNii
  - Pays-Bas
  - Israël
  - NUKAT
  - Australie
  - Norvège
  - Tchéquie